# River Esk (vattendrag i Storbritannien, England, Cumbria)
River Esk är ett vattendrag i Storbritannien.   Det ligger i grevskapet Cumbria och riksdelen England, i den centrala delen av landet, 400 km nordväst om huvudstaden London.